# Brutus Östling
Lars Gunnar Brutus Östling, ursprungligen Lars Gunnar Östling, född 21 december 1958 i Bromma, är en svensk författare, fotograf och bokförläggare som driver bokförlaget Symposion.

### Fotoböcker
- 2005 – Mellan vingspetsarna (tillsammans med Magnus Ullman)
  - Engelsk övers. "Life on the Wing"; Amerikansk utgåva "Between the Wingtips" 2006
- 2006 – Pingvinliv (tillsammans med Susanne Åkesson) Eng. övers. "Penguins" 2007
- 2007 – Fantastiska fåglar (texter av Susanne Åkesson)
- 2007 – Örnarnas rike (med text av Staffan Söderblom)
  - Finsk övers. "Kotka – ilmojen kuningas" 2007
  - Engelsk övers. "The Kingdom of the Eagle" 2008
- 2008 – Måsen fotografierna till nyutgåvan av  Jonathan Livingstone Måsen, av Richard Bach
- 2008 – Kaxiga fåglar. Personligheter och relationer i fågelvärlden (med text av Staffan Ulfstrand)
- 2009 – Att överleva dagen (med text av Östling och Susanne Åkesson)[1]
- 2010 – De krushuvade och andra pelikaner (text av Susanne Åkesson)
  - Engelsk övers. "Dalmatians and Other Pelicans" 2010
- 2011 – Under asfalten vilar en strand. Midways albatrosser (foton och text av Brutus Östling)
- 2013 – Konsten att fotografera fåglar och andra djur (foton och text av Brutus Östling)
- 2015 – Bevingat – magiska möten i fågelmarker (foton och text av Brutus Östling, efterord av Erik Hansson)[2]
- 2015 – I starens tid (tillsammans med Tomas Banerhed)
- 2018 – Under Afrikas himlar. Möten med vildhundar och andra djur på savannerna
- 2020 – Konsten att fotografera fåglar och andra djur version 2.0 (foton och text av Brutus Östling, två kapitel skrivna i samarbete med Christian Nilsson)

## Priser och utmärkelser
- 2006 –  Eslövs kommuns kulturpris[3]
- 2006 – Årets naturfotograf
- 2006 – Årets Pandabok,WWF:s pris för bästa naturbok i bild och text, för Mellan vingspetsarna som kom ut 2005, augustnominering för Pingvinliv (tillsammans med Susanne Åkesson)
- 2007 – Gleerups facklitterära pris
- 2007 – Nordisk Naturfotograf[4]
- 2008 – Årets Pandabok för Örnarnas rike
- 2009 – Augustpriset för Att överleva dagen[5]
- 2015 – Årets pandabok för "Bevingat – magiska möten i fågelmarker"[6]
- 2017 – Stora kulturpriset. Längmanska kulturfondens kulturpris 2017 [7]
- 2018 – Årets Pandabok 2019 för "Under Afrikas himlar"[8]